# Dianthus strictus
Dianthus strictus là loài thực vật có hoa thuộc họ Cẩm chướng. Loài này được Banks ex Sol. mô tả khoa học đầu tiên năm 1794.